# Nowa Emetiwka
Nowa Emetiwka – wieś na Ukrainie, w obwodzie odeskim, w rejonie bielajewskim. W 2001 roku liczyła 424 mieszkańców.